# Хорт
Хорт — тонконогий, з видовженим тулубом і довгою гострою мордою, з прямою шерстю мисливський собака.

Завдяки довгим ногам хорти відрізняються високою швидкістю бігу, вони витривалі і краще за інших собак підходять для полювання на відкритій місцевості, де можуть бачити і довго переслідувати здобич. Подовжена форма черепа забезпечує хортам широке поле зору. Саме здатність полювати «назирцем», відрізняє хортів від інших гончаків.